# يو إف سي ليلة القتال: نيلسون ضد ستوري
يو إف سي ليلة القتال: نيلسون ضد ستوري (بالإنجليزية: UFC Fight Night: Nelson vs. Story)‏ هو حدث لفنون القتال المختلطة نظمته يو إف سي، أُقيم في 4 أكتوبر 2014، على أفيتشي أرينا في ستوكهولم، السويد.